# مقاطعة بير ليك (أيداهو)
مقاطعة بير ليك (بالإنجليزية: Bear Lake County)‏ هي إحدى مقاطعات ولاية أيداهو في الولايات المتحدة الأمريكية.